# Bastien Conus
Bastien Conus (* 9. Februar 1998 in Basel) ist ein Schweizer Fussballspieler, der seit Juli 2025 beim FC Stade Lausanne-Ouchy unter Vertrag steht.

## Karriere

### Verein
Conus entstammt der Nachwuchsabteilung des FC Basel. Dort spielte er mehrere Jahre für die zweite Mannschaft (FC Basel U21) in der Promotion League, der dritthöchsten Spielklasse der Schweiz. Im Sommer 2019 wechselte er aufgrund mangelnder Perspektiven beim FC Basel ins Tessin zum FC Chiasso, welcher zu dieser Zeit in der zweithöchsten Spielklasse, der Challenge League, spielte. Anfang 2021 verliess er das damalige Tabellenschlusslicht Chiasso und schloss sich dem Ligakonkurrenten FC Aarau an, wo er seither regelmässig als Linksverteidiger zum Einsatz kommt. Im Sommer 2024 wechselte er zum deutschen Zweitliga-Absteiger VfL Osnabrück. Nach einer Saison wechselte er zurück in die Schweiz zum FC Stade Lausanne-Ouchy.

### Nationalmannschaft
Conus lief zweimal für die Schweizer U18-Auswahl und sechsmal für die Schweizer U20-Auswahl auf.